# جوفاني فرانشيني
جوفاني فرانشيني (Giovanni Francini) ، (ماسا، 3 أغسطس 1963) ، لاعب كرة قدم إيطالي سابق.
لعب مع منتخب إيطاليا لكرة القدم.

## روابط خارجية
- جوفاني فرانشيني على موقع قاعدة بيانات كرة القدم.إي يو (الإنجليزية)
- جوفاني فرانشيني على موقع ناشيونال فوتبول تيمز (الإنجليزية)
- جوفاني فرانشيني على موقع عالم كرة القدم.نت (الإنجليزية)